# Giuseppe De Michelis
Giuseppe De Michelis (Pistoia, 6 aprile 1872 – Roma, 12 ottobre 1951) è stato un diplomatico e politico italiano.
Particolarmente noto per il suo impegno come commissario all'emigrazione del Regno d'Italia, ebbe un ruolo di primo piano nelle organizzazioni internazionali dopo la Prima Guerra Mondiale: fu rappresentante italiano nel consiglio d'amministrazione dell'Ufficio Internazionale del Lavoro fra il 1920 e il 1936, delegato all'undicesima e dodicesima assemblea generale della Società delle Nazioni, e, dal 1925 al 1933, presidente dell'Istituto Internazionale d'Agricoltura. 
Fu nominato senatore del Regno d'Italia nel 1928.
Fu affiliato Maestro massone nella Loggia Propaganda massonica di Roma il 6 novembre 1913.
Autore: La Corporazione nel mondo (1934); tradit. francese: La corporation dans le monde: Economie dirigée internationale (1935).